# Ford Endura-D
Ford Endura-D — 1,8-литровый (1753 см3) рядный четырёхцилиндровый дизельный двигатель внутреннего сгорания производства Ford Motor Company.

## Lynx/Endura-DE
В конце 1980-х годов двигатель Ford Lynx начал устанавливаться на такие модели, как Ford Fiesta Mk3, Ford Escort Mk4, Ford Sierra и Ford Mondeo Mk1. Под брендом Lynx также выпускался Endura-DE, который устанавливался на Ford Fiesta Mk4, Ford Escort Mk6 и Ford Mondeo Mk2.
Endura-DE оснащён чугунным блоком цилиндров и его головкой, что означает, что в головку блока цилиндров встроена камера сгорания. В этом двигателе для некоторых других компонентов используется алюминий, чтобы минимизировать потерю массы дизельного двигателя. Endura-DE оснащён также одним верхним распредвалом, открывающим восемь клапанов с помощью толкателей с прокладкой и ковшом. Распределительный вал вращается зубчатым ремнём, приводимым в движение зубчатой звёздочкой на коленчатом валу, аналогично насос впрыска топлива вращается вторым зубчатым ремнём, приводимым от коленчатого вала. ТНВД выпущен компанией Lucas Industries под индексом CAV.
На Ford Fiesta и некоторых Ford Escort двигатель развивал мощность 44 кВт (59 л. с.). С 2003 по 2008 год двигатель устанавливался на Ford Ikon в Индии. На Ford Escort двигатель развивал мощность 51 кВт (69 л. с.) и оснащался турбонаддувом, а на Ford Mondeo двигатель развивал мощность 66 кВт (89 л. с.) и оснащался интеркулером.

## Endura-DI
В 1998 году двигатель Ford Endura-D был модернизирован и стал называться Endura-DI (код TDDI). Оснащённый турбонаддувом, двигатель развивает мощность 55 кВт (74 л. с.) на Ford Fiesta Mk4 и Ford Transit Connect. Добавление интеркулера увеличивает мощность до 66 кВт (89 л. с.) на Ford Focus.
Endura-DI оснащён чугунным блоком цилиндров и его головкой, что означает, что камера сгорания находится в верхней части головки поршня. В этом двигателе применяется алюминий для многих других компонентов, чтобы минимизировать потерю массы дизельного двигателя. У него один верхний распределительный вал, открывающий 8 клапанов с помощью толкателей с прокладкой и ковшом, а распределительный вал приводится в движение зубчатым ремнём, который приводится от звёздочки на топливном насосе высокого давления дизеля; необычно, что этот насос приводится в движение с помощью цепей gemini (сдвоенных) от коленчатого вала, пока в результате модернизации в 2007 году эти цепи не были заменены на систему «мокрого» ремня, что совпало с запуском Ford Mondeo Mk4. Топливный насос высокого давления представляет собой роторный распределитель с электронным управлением, чаще всего производимый компанией Bosch.
По сравнению с предыдущим поколением дизельных двигателей, Endura-DI имеет ряд улучшений, включая топливный насос высокого давления с электронным управлением. Традиционный масляный поддон заменён нижним картером из литого алюминия и неглубоким масляным поддоном. Также установлены масляно-водяной охладитель и множество улучшений деталей. Двигатель показал хорошую производительность и является более плавным и мощным агрегатом, чем тот, который он заменил.